# Сур Марія Олегівна
Марія Олегівна Сур (нар. 31 грудня 2004, Запоріжжя, Україна) — українська та шведська співачка, що після переїзду з України через війну стала однією з яскравих представниць шведської попмузики. Учасниця «Голосу країни-12» та Melodifestivalen, шведського національного відбору на Пісенний конкурс Євробачення, у 2023 і 2024 роках.

## Біографія
Народилася в Запоріжжі. У дитинстві брала уроки танців, але коли їй було 8 років, почала більше займатися співом. Батьки сприяли музичному розвитку доньки, тому водили на різні прослуховування й музичні конкурси. Зокрема, коли Марії Сур було 14 років, вона стала учасницею 10 сезону шоу «X-фактор», який покинула перед прямими ефірами.
Через початок повномасштабного вторгнення Росії в Україну разом з матір'ю виїхала спочатку до Польщі, а згодом до Швеції, де живе тітка Марії. Після переїзду продовжила навчання в Київському національному університеті культури і мистецтва, а також паралельно вчилася у шведській школі.
Живе у Стокгольмі.

## Кар'єра
На початку 2021 року Марія Сур випустила перший сингл «Bad Boy», а у квітні другий — під назвою «Камуфляж». Наступного 2022 року співачка взяла участь у дванадцятому сезоні шоу «Голос країни»: спершу в команді Надії Дорофєєвої, потім — Ольги Полякової. Марія покинула проєкт перед фіналом.
Через кілька тижнів після переїзду до Швеції, Марія Сур зв'язалася з різними шведськими музикантами через соціальні мережі, оскільки хотіла розвивати свою музичну кар'єру. Єдиною, хто їй відповів, стала співачка Сара Доун Фанер, завдяки сприянню якої Марія Сур виступила на благодійному концерті «Hela Sverige skramlar för Ukraina» на Авічі-Арена у Стокгольмі перед трьома мільйонами глядачів з піснею «Survivor» гурту Destiny's Child. Виступ привернув увагу лейблу Warner Music Sweden, з яким у червні 2022 року співачка підписала угоду. 17 червня 2022 року вийшов сингл співачки «That's The Way», який уперше був виконаний у програмі Nyhetsmorgon на TV4. Автором пісні став Андерз Вретов. Лейбл повністю спрямував виручені від синглу кошти на допомогу Україні. Згодом Марія Сур також брала участь у телешоу Lotta at Liseberg.

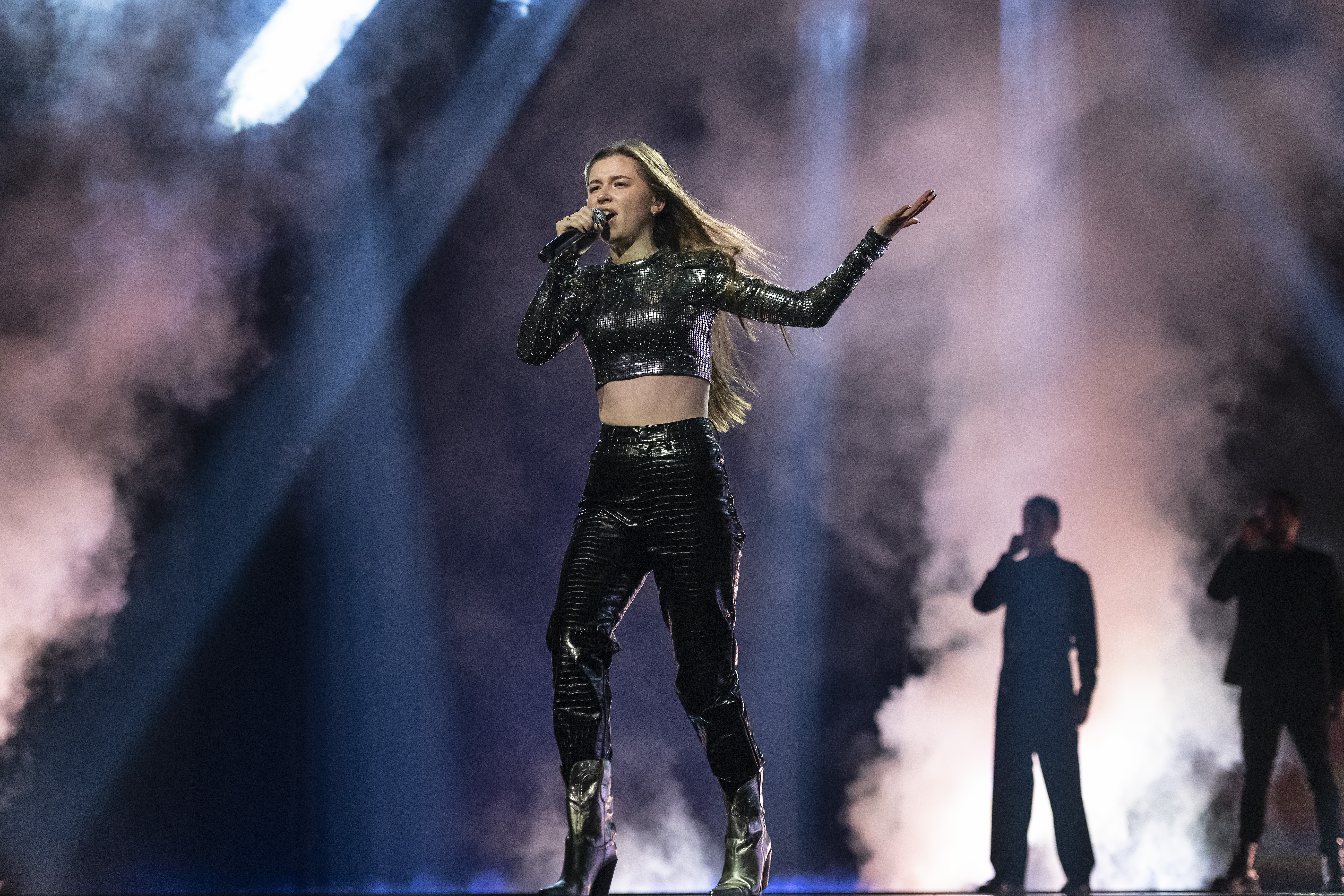
Виступ на Melodifestivalen 2023

Наступного року співачка стала учасницею Melodifestivalen 2023, шведського відбору на Євробачення 2023, з піснею «Never Give Up». За словами Марії Сур, пісня розповідає про її власну втечу від війни і те, що ніхто не повинен відмовлятися від своєї мрії, незалежно від ситуації, в якій опинився. Співачка пройшла з другого чвертьфіналу напряму до фіналу, де посіла дев'яте місце. Конкурсна пісня Марії Сур звучала на різних радіостанціях понад шість місяців.
16 червня 2023 року випустила попсингл з ретрозвучанням «Partner In Crime», а у листопаді вийшли «Santa, Can't You Hear Me», кавер на пісню Аріани Гранде та Келлі Кларксон, і власна пісня «No Christmas Tears». Того ж року Марія Сур брала участь у Diggiloo, найбільшому літньому музичному турі Швеції, та гастролювала з Rix FM, виступала на Lotta på Liseberg, Bingolotto та кількох благодійних гала-концертах.

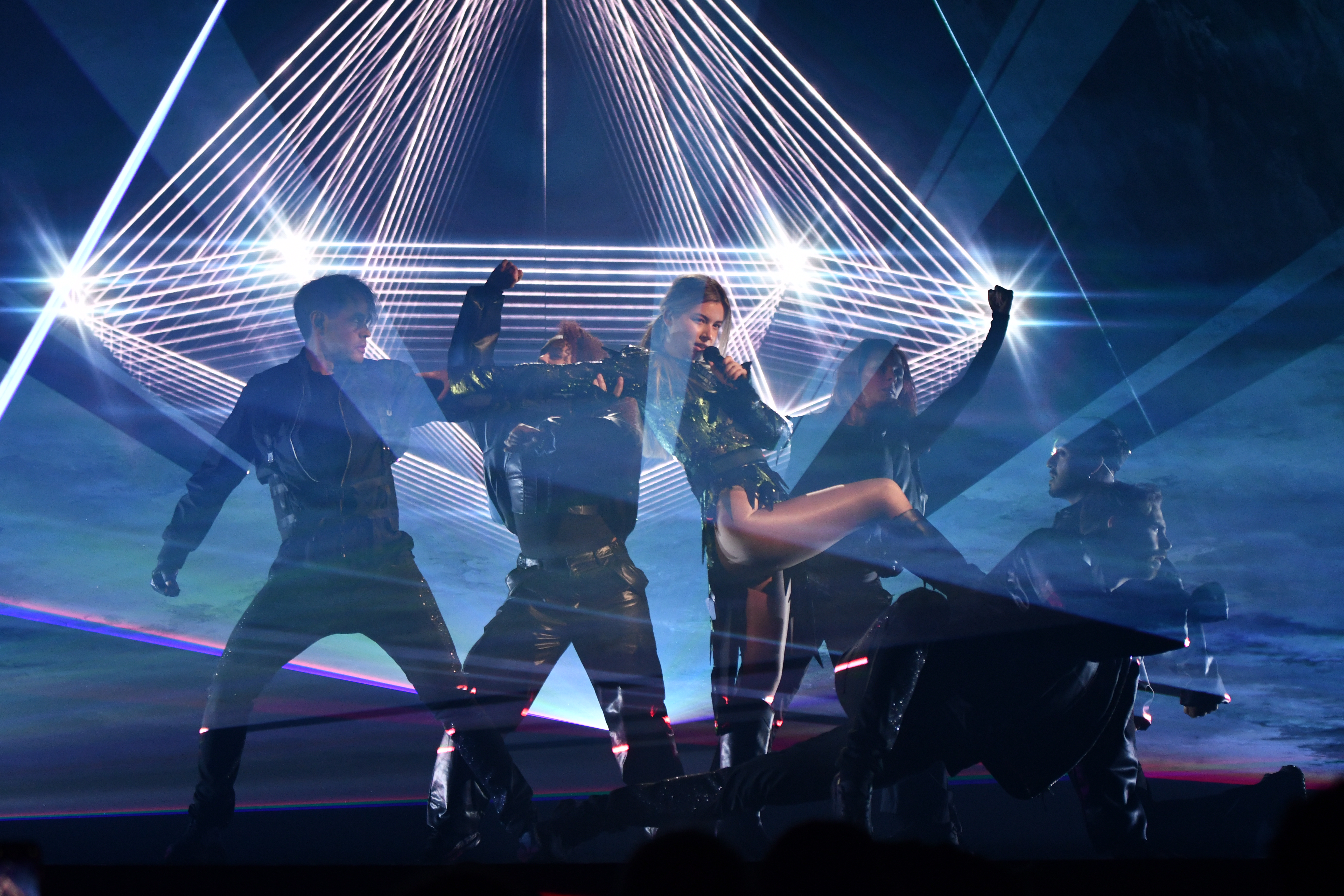
Виступ на Melodifestivalen 2024

2024 року знову взяла участь у Melodifestivalen, цього разу з «When I'm Gone». Пісня присвячена темі впевненості, незалежності та необхідності поважати й не втрачати себе як особистість. У фіналі конкурсу, що відбувся 9 березня, співачка посіла 7 місце, набравши 72 бали. Того ж року Марія Сур випустила сингл «Dance Alone».
На початку 2025 року вийшов сингл «Follow», а 6 червня в Hesselby Slott відбулася прем'єра «Is It Love?», що офіційно вийшла 13 червня. Авторами пісні стали Марія Сур, Джиммі Джокер, Діно Меданходжич і Юлі Аагорд.

## Дискографія

### Сингли
| Назва                           | Рік  | Найвища позиція в чартах | Альбом            |
| Назва                           | Рік  | SWE                      | Альбом            |
| ------------------------------- | ---- | ------------------------ | ----------------- |
| «Bad Boy»                       | 2021 | –                        | Сингл без альбому |
| «Камуфляж»                      | 2021 | –                        | Сингл без альбому |
| «That's The Way»                | 2022 | –                        | Сингл без альбому |
| «Never Give Up»                 | 2023 | 17                       | Сингл без альбому |
| «Partner In Crime»              | 2023 | –                        | Сингл без альбому |
| «Santa, Can't You Hear Me»      | 2023 | –                        | Сингл без альбому |
| «No Christmas Tears»            | 2023 | –                        | Сингл без альбому |
| «When I'm Gone»                 | 2024 | 12                       | Сингл без альбому |
| «Dance Alone»                   | 2024 | –                        | Сингл без альбому |
| «When Christmas Calls You Home» | 2024 | –                        | Сингл без альбому |
| «Follow»                        | 2025 | –                        | Сингл без альбому |
| «Is It Love?»                   | 2025 | –                        | Сингл без альбому |